# کنگره پان‌آفریقای آزانیا
کنگره پان‌آفریقا آزانیا (انگلیسی: Pan Africanist Congress of Azania) پیش از این به نام کنگره پان‌آفریقا و با علامت اختصاری (PAC) شناخته می‌شد. یک جنبش سیاه‌پوستان ناسیونالیست آفریقای جنوبی است که هم‌اکنون یک حزب سیاسی می‌باشد. این سازمان به رهبری رابرت مانگالیسو ساباکویی پس از جدا شدنش از کنگره ملی آفریقا تأسیس شد.